# Caught by the River
Caught by the River è il terzo singolo dei Doves. È stato pubblicato il 14 ottobre del 2002 nel Regno Unito in edizione limitata e una versione EP 10 pollici, ed è arrivata in 29ª posizione nella classifica dei singoli inglesi. Il videoclip è stato diretto da David Mould.
La canzone è stata utilizzata nella colonna sonora di The O.C. e di Scrubs.

## Tracce

### Versione inglese limitata (HVN126CDS, senza poster incluso)
1. Caught by the River – 5:55
2. Hit the Ground Running – 2:54
3. Willow's Song (modificata) – 3:58
4. Caught by the River (video)

### Versione originale inglese (HVN126CD)
1. Caught by the River – 5:55
2. Hit the Ground Running – 2:54
3. Willow's Song (modificata) – 3:58

### Versione EP 10" (HVN126-10)
1. Caught by the River – 5:55
2. The Sulphur Man (remix di Martin Rebelski) – 4:56
3. Where We're Calling From (remix degli Hebden Bridge) – 6:43